# Puerto de Béjar
Puerto de Béjar település Spanyolországban, Salamanca tartományban. Puerto de Béjar Baños de Montemayor, Peñacaballera, Montemayor del Río, Aldeacipreste, Cantagallo, Béjar, Candelario és La Garganta községekkel határos. Lakosainak száma 352 fő (2024).

## Népesség
A település népessége az elmúlt években az alábbi módon változott:
| Lakosok száma | 478  | 441  | 422  | 395  | 396  | 393  | 368  | 370  | 359  | 352  |
|               | 2001 | 2004 | 2007 | 2009 | 2012 | 2014 | 2017 | 2019 | 2022 | 2024 |